# Bovec
Bovec (njemački: Flitsch, talijanski: Plezzo) je grad i središte istoimene općine u sjeverozapadnoj Sloveniji. Bovec se nalazi u blizini granice s Italijom u pokrajini Primorskoj i statističkoj regiji Goriškoj. Grad se nalazi u gornjem dijelu doline rijeke Soče, ispod južnih padina Julijanskih Alpa na nadmorskoj visini od 454 m.

## Stanovništvo
Prema popisu stanovništva iz 2002. godine Bovec je imao 1612 stanovnika.

## Vanjske poveznice
- Službena stranica općine
- Satelitska snimka grada  Arhivirana inačica izvorne stranice od 29. srpnja 2017. (Wayback Machine)